# Dioscúrias
|  | Aquest article parla de la ciutat de la Còlquida. Per la festivitat dedicada als Dioscurs, vegeu Dioscúries. |

Dioscúrias o Dioscuríada (en grec antic: Διοσκουριάς, llatí: Dioscurias) era una colònia grega de Milet situada a la costa oriental de l'Euxí, a la desembocadura del riu Antemos, i al nord de Còlquida, segons que diuen Flavi Arrià i Plini el Vell. Estava situada a 790 estadis de Fasis. Era un important centre de comerç.
Les tribus de l'interior parlaven llengües diferents i no s'entenien entre elles. Els grecs van romandre tan sorpresos davant de la multiplicitat de llengües i sense intèrprets per a entendre's que van creure que en aquesta zona es parlaven unes setanta llengües diferents, segons diu Estrabó. L'almirall i historiador Timòstenes, exagerant, eleva el nombre de llengües parlades a 300, però Plini el Vell diu que els comerciants necessitaven 130 intèrprets per les seves compres a la ciutat.
L'any 66 aC hi va passar l'hivern el rei Mitridates VI Eupator del Pont quan fugia de la persecució de Gneu Pompeu, segons Apià. Allí va reunir tropes i una petita flota. Els romans van construir en algun lloc a prop Sebastòpolis, que va romandre deserta en temps de Plini el Vell, però va ser recolonitzada per Justinià, que hi va establir una guarnició. És possible que en aquell temps portés el nom de Soteriòpolis.
La tradició deia que en aquest lloc Leda va donar a llum als Dioscurs, i d'ells la ciutat en va prendre el nom. Amb el temps, el nom de la ciutat esdevengué Isksúria, i correspon a la moderna Sukhumi, capital d'Abkhàzia.